# 雛蜂
《雛蜂》是中国大陆漫畫家孫恆（化名白貓sunny）創作的科幻戰爭向漫畫，2009年9月15日開始連載於網上平台有妖氣原創漫畫夢工廠。作品於2010年4月在該網上平台旗下的雜誌《HI!漫畫》創刊號上成為預定刊載此作品。
改編動畫在2015年的7月23日開始在中国大陆網路放送，並在2015年8月15日登陸日本，成為第一部由中国大陆輸入日本的動漫原創作品，但被部分日本网友评论山寨日本动画，没有中国自己的风格。

## 簡介
在公元2017年，新一代的軍備競賽開始，一種新型的武器“尖兵”開始廣泛運用在軍事紛爭中。女主角琉璃在长久执行任务之后，她的生命也被严重透支，馬上要退役。在她生命最後的380天裡她接到了最後的任務：去一个平民设施中解救人质。這時她意外發現劫持人質的老大，居然前尖兵。琉璃鄙視一直喊著讓政府交出“伊甸之子”的前尖兵，為了解決這個尖兵中的敗類，兩個尖兵之間的戰鬥，就此展開……

## 登場角色

### 主要角色
孫浩軒
聲：叮噹（中國版）、立花慎之介（日語版）
生日：10月1日（天秤座）
男主角。平凡的高中生，愛好修理和改造機器、聽音樂、記賬和手機打折卡及優惠券。在捲入了一系列事情后，性格開始慢慢變得有主見，為解開自己身世之謎而努力中。
琉璃
聲：山新（中國版）、花澤香菜（日語版）
生日：4月30日（金牛座）
第三代尖兵，仿生對象為蜜蜂，作為尖兵長大，因此沒有正常人的生活，性格冷傲但本性並非冷血。擅長使用各種槍械，擁有重裝型支援飛行機械"BEE"，接到任務保護孫浩軒。剛開始時候對孫浩軒沒有任何好感，當和他有了深入接觸後，開始慢慢改變了對他的態度。愛好是逛動物園，偷偷的收集可愛的東西和吃甜食。
白樺
聲：洛如菲（中國版）、折笠富美子（日語版）
生日：2月28日（双鱼座）
孙浩轩高中里的學姐，心思機敏，長相清純漂亮，如校花般高贵的存在。喜歡上网购物、网聊和当网络视频主播。雖然性格随和但有令人難以接近的氣場。實為第五代尖兵，仿生對像為螳螂，以兩把機械刃為武器，受命企圖接近孫浩軒。

### 華聯邦（NPSA）
李喬恩
在中國軍方任職的原U聯邦人，和孫浩軒的母親是舊友。負責協助琉璃並安排任務。
章北海
孫浩軒的母親。性格活潑開朗，厭惡戰爭。

#### 行軍蟻部隊
塞西莉亞
「行兵蟻」部隊隊長。
紹蔚
「行兵蟻」部隊班長。
艾莉
「行兵蟻」部隊隊員。

### U聯邦 （影射美國）
奧尼瑪
U聯邦總統。（影射美國第44任總統歐巴瑪）

## 用語
伊甸之子
伊甸人和人類結合而誕生的人類，擁有控制納米武器的能力，因為其強大的能力，是各國爭搶的中心。
勝利市
為伊甸之子而修建的城市，伊甸之子會受到各種監視而不受干擾，孫浩軒身邊的同學老師都是各個勢力派來監視孫浩軒的人，勝利市的尖兵都是女性，為的是可以和孫浩軒結合量產伊甸之子。
尖兵
用納米武器改造自身的士兵，其生命力，速度，反應能力，力氣都遠超常人，並且擁有特殊的最先進武器，是特種兵的延伸。一般尖兵的身體會不斷被納米機器所腐蝕，最終失去價值。由於維持尖兵身上的納米武器一天的成本足夠買一枚導彈，所以大多尖兵最終被摧毀。

## 出版書籍
| 集數 | 吉林美術出版社 | 吉林美術出版社         | 影文化傳播 | 影文化傳播             |
| 集數 | 發售日期       | ISBN                   | 發售日期   | ISBN                   |
| ---- | -------------- | ---------------------- | ---------- | ---------------------- |
| 1    | 2012年5月      | ISBN 978-7-5386-6085-2 | 2011年10月 | ISBN 978-9-8815-4615-9 |
| 2    | 2012年5月      | ISBN 978-7-5386-6086-9 | 2011年11月 | ISBN 978-9-8815-4616-6 |
| 3    |                |                        | 2012年2月  | ISBN 978-9-8816-2631-8 |
| 4    |                |                        | 2012年9月  | ISBN 978-9-8816-2637-0 |

## 電視動畫

### 制作人員
- 原作：白貓sunny(孫恆)[8]
- 出品方：有妖氣原創漫畫夢工廠
- 製片人：董志凌
- 監製：張迪
- 導演：李豪凌
- 演出：黃一振
- 人設：金榮範
- 製作：上海繪夢文化傳播有限公司（haoliners）

### 主題曲
片頭曲《The Lost Eden》
作曲：戰場原妖精，作詞：沈病嬌
主唱：呦貓（中文版）；阿蘭（日文版）
片尾曲《Pray》
作曲：CWF，作詞：徐海翔，主唱：Lunar

### 各話列表
| 集數   | 標題             | 劇本   | 分鏡   | 演出     | 作畫監督                           |
| ------ | ---------------- | ------ | ------ | -------- | ---------------------------------- |
| 第一集 | 序章 上 天使降臨 | 李豪凌 | 金斗煥 | 黃一振   | 金榮範 金禧江 李愍培 趙瑛來        |
| 第二集 | 序章 下 天使降臨 | 李豪凌 | 金斗煥 | 黃一振   | 金榮範 金奉德 李愍培 趙瑛來 高靈楠 |
| 第三集 | 同窗的你         | 李豪凌 | 金斗煥 | 浅见松雄 | 南伸一郎                           |
| 第四集 | 暗潮涌现         | 李豪凌 | 金斗煥 | 津田义三 | 川口弘明 菅原浩喜                  |
| 第五集 | 破冰行动         | 李豪凌 | 不適用 | 浅见松雄 | 南伸一郎 清水智子                  |
| 第六集 | 未知的局         | 李豪凌 | 不適用 | 细田雅弘 | 及川博史 藤优子 佐藤绫子 内原茂    |

## 外部連結
- 雛蜂官方网站 （页面存档备份，存于）
- 雛蜂連載网站 （页面存档备份，存于）
- 雛蜂動畫版官方微博的新浪微博（简体中文）
- 雛蜂-BEE -官方的X（前Twitter）（日語）
- 中文版雛蜂動畫預告 （页面存档备份，存于）
- 日文版雛蜂動畫預告 （页面存档备份，存于）